# Neobockiella robusta
Neobockiella robusta är en mossdjursart som först beskrevs av Cook 1964.  Neobockiella robusta ingår i släktet Neobockiella och familjen Flustrellidridae. Inga underarter finns listade i Catalogue of Life.